# Maria von Bismarck
Maria Anne Christine von Bismarck (* 1959 in Bremen) ist eine deutsche Schauspielerin und Regisseurin.

## Familie
Maria von Bismarck ist die Tochter von Ruth-Alice von Wedemeyer (1920–2013) und Klaus von Bismarck. Sie hat sieben Brüder. Von 1980 bis 1983 studierte sie Schauspielerei an der Hochschule für Musik und Theater Hamburg.

## Regie
2015 führte sie Regie beim Drama „Ich liebe Euch doch alle…“ auf der Forum Baltikum – Dittchenbühne.

## Rollen am Theater
| Periode   | Ensemble                                                  | Rolle                                                                                       | Aufführung                                                                                   |
| --------- | --------------------------------------------------------- | ------------------------------------------------------------------------------------------- | -------------------------------------------------------------------------------------------- |
| 1983–1984 | Theater Lüneburg                                          | Lotte                                                                                       | Groß und klein                                                                               |
| 1983–1984 | Theater Lüneburg                                          | Charis                                                                                      | Amphitryon                                                                                   |
| 1983–1984 | Theater Lüneburg                                          | Witwe Begbick                                                                               | Mann ist Mann                                                                                |
| 1984      | Hamburger Kammerspiele                                    | Witwe Begbick                                                                               | Lysistrata                                                                                   |
| 1984–1987 | Grillo-Theater                                            | Marie                                                                                       | Woyzeck                                                                                      |
| 1984–1987 | Grillo-Theater                                            | Frl. Julie                                                                                  | Strindberg                                                                                   |
| 1984–1987 | Grillo-Theater                                            | Sonna Florida                                                                               | Der Krieg                                                                                    |
| 1984–1987 | Grillo-Theater                                            | Helena                                                                                      | Sommernachtstraum                                                                            |
| 1984–1987 | Grillo-Theater                                            | Jenny                                                                                       | Die Dreigroschenoper                                                                         |
| 1984–1987 | Grillo-Theater                                            | Charlotte                                                                                   | Kaspar Hauser Peter Handke                                                                   |
| 1988–1989 | Residenztheater                                           | Der Schweizer                                                                               | Die Räuber                                                                                   |
| 1989–1994 | Theater Bremen                                            | Gräfin Orsina                                                                               | Emilia Galotti                                                                               |
| 1989–1994 | Theater Bremen                                            | Salome                                                                                      | Liebe und Anarchie                                                                           |
| 1989–1994 | Theater Bremen                                            | Mae Garga                                                                                   | Im Dickicht der Städte                                                                       |
| 1989–1994 | Theater Bremen                                            | Lady Milford                                                                                | Kabale und Liebe                                                                             |
| 1993      | Junges Theater Bremen                                     | Liebe Jelena Sergejewna                                                                     | Liebe Jelena Sergejewna (Theaterstück), Theaterstück von Ljudmila Rasumowskaja (1980)        |
| 1994      | Hamburgische Staatsoper                                   | Senta (Double)                                                                              | Der Fliegende Holländer                                                                      |
| 1995      | Tournee Theater Manfred H. Greve                          | Vier Frauenrollen                                                                           | Sommer 14. (Ein breit angelegtes Drama zum Ausbruch des Ersten Weltkriegs von Rolf Hochhuth) |
| 1999      | Chinelo Theaterhaus Bremen                                | Paulina Sallas                                                                              | Der Tod und das Mädchen                                                                      |
| 1999–2002 | Shakespeare-Company Bremen                                | Regan und Edgar                                                                             | König Lear                                                                                   |
| 1999–2002 | Shakespeare-Company Bremen                                | Amme                                                                                        | Romeo & Julia                                                                                |
| 2002      | Wolfgang-Borchert-Theater Münster                         |                                                                                             | Sommersalon                                                                                  |
| 2003      | Shakespeare-Company Bremen, Theater im Lokschuppen, Jever | Idee, Konzeption und Rolle: Der andere Kanzler – die zwei Seelen des Otto von Bismarck (UA) |                                                                                              |
| 2004–2005 | Theater Osnabrück                                         | Chaja                                                                                       | Ghetto                                                                                       |
| 2004–2005 | Theater Osnabrück                                         | Lady Milford                                                                                | Kabale und Liebe                                                                             |
| 2004–2005 | Theater Osnabrück                                         | Valerie                                                                                     | Geschichten aus dem Wienerwald                                                               |
| 2004–2005 | Theater Osnabrück                                         | Myra                                                                                        | Kälter als hier                                                                              |
| 2007–2018 | Theater Lübeck                                            | Konsulin                                                                                    | Buddenbrooks (John von Düffel nach Thomas Mann)                                              |
| 2007–2018 | Theater Lübeck                                            | Grete                                                                                       | Die Präsidentinnen (Werner Schwab)                                                           |
| 2007–2018 | Theater Lübeck                                            | Lena Eisenkraut                                                                             | Hans-Albers-Revue                                                                            |
| 2007–2018 | Theater Lübeck                                            | Lovis                                                                                       | Ronja Räubertochter                                                                          |
| 2013      | Vorarlberger Landestheater                                | Klytaimnestra                                                                               | Elektra Hugo von Hofmannsthal                                                                |
| 2013      | Vorarlberger Landestheater                                | Hannah                                                                                      | Wir lieben und wissen nichts (Moritz Rinke)                                                  |

## Filmografie
- 1985: Backfischliebe (Fernsehfilm, Regie: Rolf Hädrich)
- 1986: Das Erbe der Guldenburgs (Fernsehserie, Regie: J. Nola)
- 1989: Das Spinnennetz (Regie: Bernhard Wicki)
- 1989: Die Denunziantin (Regie: Thomas Mitscherlich)
- 1989: Der kleine Herr Friedemann (Fernsehfilm, Regie: Peter Vogel)
- 1994: Die Gerichtsreporterin (Fernsehserie, Regie: Hartmut Griesmayr)
- 1995: Bommels Billigflüge (Fernsehfilm, Regie: Claus-Michael Rohne)
- 1995: Stadtklinik (Fernsehserie, Regie: K. Behrens)
- 1996: Alpha Team (Fernsehserie, Regie: George Moorse)
- 1997: Dumm gelaufen (Regie: Peter Timm)
- 1997: Adelheid und ihre Mörder (Fernsehserie, Claus-Michael Rohne)
- 2005: Doppelter Einsatz (Fernsehserie, Regie: Dror Zahavi)
- 2009: Die Kanzlei (Fernsehserie, Regie: Thomas Jahn, Susanne Hake, Franziska Meyer Price)
- 2011: Ein Fall für zwei (Fernsehserie: Regie:Axel Barth)